# Alessandro Juliani

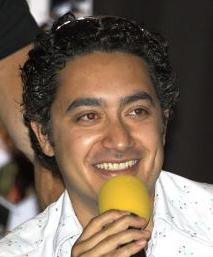
Alessandro Juliani (2007)

Alessandro Juliani (* 6. Juli 1975 in Montreal) ist ein kanadischer Schauspieler, Sänger und Komponist.
Juliani tritt als Schauspieler und Synchronsprecher seit 1989 in Erscheinung und war an mehr als 100 Produktionen beteiligt. Sein Schwerpunkt liegt auf Fernsehserien. Breiter bekannt wurde er durch die Fernsehserie Battlestar Galactica (2004–2009) als taktischer Offizier der Galactica, Lieutenant Felix Gaeta. Von 2014 bis 2017 spielte er den Jacapo Sinclair in der Science-Fiction-Serie The 100.
Der Sohn des Produzenten, Schauspielers und Drehbuchautors John Juliani und von Donna Wong-Juliani fand seinen Weg zur Schauspielerei über die Musik und Synchronisation. In seiner Kindheit sang Juliani im Jungenchor von British Columbia und als Teenager versuchte er sein Glück als Schauspieler. Er machte seinen Bachelor of Music in Gesangs- und Opernaufführung an der McGill University in Montreal, wo er für seine Bariton-Stimme bekannt war. Juliani fand häufig Jobs im Bereich Cartoon- und Anime-Synchronisation und in einigen dieser Produktionen wurde auch sein Gesangstalent gefordert. Nebenher bekam er immer wieder kleinere Rollen im Fernsehen, unter anderem in Dark Angel und Riese: Kingdom Falling. 2017 war er in Planet der Affen: Survival (War for the Planet of the Apes) zu sehen.
Alessandro Juliani wurde mehrfach für den Jessie-Award nominiert, der von der Theaterszene in Vancouver verliehen wird. Er trat sowohl beim Theaterfestival Bard on the Beach und in der Oper von Vancouver auf.

## Filmografie (Auswahl)
Darsteller
- 1989: MacGyver (Fernsehserie, 1 Folge)
- 1994: 2 Millionen Dollar Trinkgeld (It Could Happen to You)
- 1999: Seven Days – Das Tor zur Zeit (Seven Days, Fernsehserie, 1 Folge)
- 2000–2002: Dark Angel (Fernsehserie, 5 Folgen)
- 2000–2005: Stargate – Kommando SG-1 (Stargate SG-1, Fernsehserie, 3 Folgen)
- 2002: Taken (Fernsehmehrteiler, 1 Folge)
- 2002–2003 Jeremiah – Krieger des Donners (Jeremiah, Fernsehserie, 3 Folgen)
- 2004–2009: Battlestar Galactica (Fernsehserie, 59 Folgen)
- 2005: Earthsea – Die Saga von Erdsee (Legend of Earthsea, Fernsehzweiteiler)
- 2008: Chaos Theory
- 2008: Elegy oder die Kunst zu lieben (Elegy)
- 2009: Watchmen – Die Wächter (Watchmen)
- 2009, 2010: Riese: Kingdom Falling (Fernsehmehrteiler, 7 Folgen)
- 2009: Love Happens
- 2009: Reaper – Ein teuflischer Job (Reaper, Fernsehserie, 1 Folge)
- 2009–2011: Smallville (Fernsehserie, 14 Folgen)
- 2010: Human Target (Fernsehserie, 1 Folge)
- 2012: Fringe – Grenzfälle des FBI (Fringe, Fernsehserie, 1 Folge)
- 2013: Cedar Cove – Das Gesetz des Herzens (Cedar Cove, Fernsehserie, 2 Folgen)
- 2013: Motive (Fernsehserie, 1 Folge)
- 2013, 2015: Continuum (Fernsehserie, 2 Folgen)
- 2013: Man of Steel
- 2014: Almost Human (Fernsehserie, 1 Folge)
- 2014: Intruders – Die Eindringlinge (Intruders, Fernsehserie, 2 Folgen)
- 2014–2017: The 100 (20 Folgen)
- 2016: Akte X – Die unheimlichen Fälle des FBI (The X-Files, Fernsehserie, 1 Folge)
- 2016: Bates Motel (Fernsehserie, 1 Folge)
- 2017: Girlfriends’ Guide to Divorce (Fernsehserie, 3 Folgen)
- 2017: The Magicians (Fernsehserie, 1 Folge)
- 2017: Imposters (Fernsehserie, 1 Folge)
- 2017: Planet der Affen: Survival (War for the Planet of the Apes)
- 2018: Salvation (Fernsehserie, 1 Folge)
- 2018–2020: Chilling Adventures of Sabrina (Fernsehserie, 13 Folgen)
- 2020: Altered Carbon – Das Unsterblichkeitsprogramm (Altered Carbon, Fernsehserie, 1 Folge)
- 2020: Away (Fernsehserie, 3 Folgen)
- 2020: Supernatural (Fernsehserie, 1 Folge)
- 2020: Big Sky (3 Folgen)
- 2021: Charmed (Fernsehserie, 1 Folge)
- 2021: Needle in a Timestack
- 2021: Maid (Miniserie, 2 Folgen)

Synchronsprecher in Animationsfilmen
- 1989, 1990: Camp Candy (16 Folgen)
- 2002: Mucha Lucha (¡Mucha Lucha!, 1 Folge)
- 2010: Dino-Zug (Dinosaur Train, 1 Folge)
- 2012: Der kleine Prinz (Le petit Prince, 1 Folge)
- 2015, 2020: Ninjago (mehrere Rollen; 10 Folgen)
- 2016: Ratchet & Clank
- 2017–2019: Die Supermonster (Super Monsters, 35 Folgen)
- 2018–2019: Chips und Toffel (Chip and Potato, 22 Folgen)